# Coto de Caza (Kalifornija)
Coto de Caza je naseljeno područje za statističke svrhe u američkoj saveznoj državi Kalifornija. Prema popisu stanovništva iz 2010. u njemu je živjelo 14,866 stanovnika.